# Fidena mattogrossensis
Fidena mattogrossensis är en tvåvingeart som först beskrevs av Lutz 1912.  Fidena mattogrossensis ingår i släktet Fidena och familjen bromsar. Inga underarter finns listade i Catalogue of Life.